# 帕夫連基 (霍羅爾區)
49°41′54″N 33°23′51″E / 49.69833°N 33.39750°E
帕夫連基（烏克蘭語：Павленки），是烏克蘭中部的村莊，隸屬波爾塔瓦州的盧布尼區。該村距離亞洛索韋茨凱1公里，海拔高度104米，2001年該村落人口20。